# Zsolt Róbert
Zsolt Róbert (Budapest, 1924. július 19. – 2002. június 23.) magyar sportújságíró.

## Élete
Czelhoffer (Zsolt) Ferenc és Gross Mária gyermekeként született.
Egyetemi tanulmányait az ELTE BTK-n végezte 1952–1957 között. 1961–1964 között a Testnevelési Főiskola tanulója volt.
Közben 1947–1948 között a Rádió riportere volt. A következő két évben az MTI munkatársa volt. 1949–1950 között a sportosztály vezetője volt. Ezután hat évig a Néphadsereg sportrovatvezetője volt. 1954–1956 között a szerkesztőbizottság tagja volt. 1956-ban a Magyar Honvéd felelős szerkesztője, a lap betiltásakor 2 évre eltiltották vezető beosztásból. 1957–ben a Népsport munkatársa volt, de elbocsátották, így a Magyar Nemzet munkatársa lett. 1961–1990 között a sportrovat vezetője, 1991–1992 között főszerkesztő-helyettese volt. Az MTV és a Rádió külső munkatársa volt.
Röplabdázóként 1947–1954 között 12-szeres válogatott, a Csepel játékosaként 1949 bajnok, 1960–1969 között az Újpest Dózsa férfi csapatának edzője volt.
2002. június 23-án hunyt el.

## Magánélete
Első felesége Wojacsek Erzsébet volt, ebből a házasságból származik egyetlen gyermeke, Zsolt György. 1969–1989 között György Éva volt a felesége. Nevelt fia Vogel Gábor.

## Művei
- A Sárga-tengertől a Gyöngy-folyóig; Katonai, Bp., 1956
- Vedres József–Zsolt Róbert: Csepel sportjának 50 éve. 1912–1962; Sport–Medicina, Bp., 1962
- Röplabda abc; Sport, Bp., 1966
- Kiss László–Zsolt Róbert: A háló felett; Sport, Bp., 1967 (Sportról fiataloknak)
- A Grand Prix titka; Sport, Bp., 1968
- Két keréken. Szabó II. László és Máté Sándor élményei; Zrínyi Nyomda, Bp., 1972
- Kirándulók könyve; Minerva, Bp., 1976 (Minerva családi könyvek)
- Labdarúgók, sportolók; Szépirodalmi, Bp., 1979 (Magyarország felfedezése)
- Sportolók, sporterkölcsök; Sport, Bp., 1983
- Halálos dózis; Sportpropaganda Vállalat, Bp., 1985
- Sportpáholy; Magvető, Bp., 1988, (a Tények és tanúk sorozatban)
- Puskás Öcsi; Szabad Tér, Bp., 1989

## Díjai
- A Magyar Népköztársaság kiváló sportolója (1951)[1]
- Rózsa Ferenc-díj (1981)
- Feleki László-díj (1997)
- Aranytoll (1998)
- Pulitzer-emlékdíj (2001)

## Külső hivatkozások
- Sport Géza
- Könyvbarlang.hu Archiválva 2021. június 4-i dátummal a Wayback Machine-ben